# سامانثا ماري وير
سامانثا ماري وير (بالإنجليزية: Samantha Ware)‏ هي ممثلة أمريكية، ولدت في 3 سبتمبر 1991.

## أعمال

### أفلام
- باري

## وصلات خارجية
- سامانثا ماري وير على موقع IMDb (الإنجليزية)
- سامانثا ماري وير على موقع قاعدة بيانات برودواي على الإنترنت (الإنجليزية)
- سامانثا ماري وير على موقع قاعدة بيانات الفيلم (الإنجليزية)